# Burmerange
Burmerange (luxemburguès Biermereng, alemany Bürmeringen) és una vila de la comuna de Schengen i antigua comuna al sud-est de Luxemburg, en el cantó de Remich. Comprèn les viles de Burmerange, Elvange i Emerange.

## Població
| Nacionalitat   | Població | %      |
| -------------- | -------- | ------ |
| luxemburguesos | 734      | 81,02% |
| Forasters      | 172      | 18,98% |
| - portuguesos  | 60       | 6,62%  |
| - francesos    | 35       | 3,86%  |
| - italians     | 14       | 1,55%  |
| - belgues      | 12       | 1,32%  |
| - alemanys     | 20       | 2,21%  |
| - iugoslaus    | 8        | 0,88%  |
| - altres       | 23       | 2,54%  |

## Evolució demogràfica
| Any        | Població |
| ---------- | -------- |
| 15/02/2001 | 906      |
| 01/01/2002 | 941      |
| 01/01/2003 | 951      |
| 01/01/2004 | 958      |
| 01/01/2005 | 978      |